# 纳夫特足球俱乐部
纳夫特阿巴丹足球俱乐部（波斯語：‎）是一家位于伊朗阿巴丹的足球俱乐部，簡稱“阿巴丹石油”，在2015-2016赛季，他们从伊朗足球甲级联赛升级，目前在伊朗职业足球联赛踢球。该俱乐部由伊朗国家石油公司所有，是萨纳特·纳夫特体育俱乐部的一部分。萨纳特·纳夫特俱乐部还有一支后备队伍：萨纳特纳夫特诺维足球俱乐部，目前正在伊朗足球乙级联赛参加比赛。尽管俱乐部在过去几年没有取得过亮眼的成绩，但他们仍然得到了阿巴丹人民的大力支持。隊名نفت源自波斯語中的“石油”。

## 俱乐部的历史

### 建立和初期
在1972年建立赫特詹姆希德联赛之前，阿巴丹的居民大多是卡尔加足球俱乐部（Kargar FC）和贾姆足球俱乐部（Jam FC）这两家足球俱乐部的球迷。卡尔加俱乐部一开始是由阿巴丹炼油厂工人建立的，十年后，帕维兹·德达里和他在Razi学校的同班同学成立了贾姆俱乐部，这两支球队在1972年以前拥有大量的当地球迷。而当赫特詹姆希德联赛起初成立时，阿巴丹市被分配到了一个参赛名额，并将重新组建一个新的俱乐部，而且该俱乐部将由伊朗国家石油化工公司赞助。因为这家俱乐部将参加伊朗的顶级足球联赛，所以当地球迷们立刻被吸引到了这支队伍。许多优秀的球员纷纷从卡尔加和贾姆转会到纳夫特。俱乐部最初的球队队服是白、蓝、黑色相间的颜色。阿巴丹市和胡齊斯坦省拥有一批非常专业的足球运动员，在帕尔维兹·德达里成为俱乐部主席后，将球队打造出拥有类似于20世纪70年代巴西足球的踢球风格。为了强调他们对巴西足球的敬佩，俱乐部将球队队服的颜色改成了黄色、蓝色和白色，类似于巴西国家队的颜色。这一系列动作为球队带来了一个外号：伊朗的巴西队。

### 伊朗伊斯蘭革命后
足球运动在阿巴丹非常受欢迎，球迷的数量每天都在增长，但在1978年伊朗革命发生的时候，一切都戛然而止。在1980年两伊战争开始的时候，足球已经不再是人们关注的焦点，而足球也被人民逐渐遗忘。阿巴丹和库兹斯坦在战争中均受到严重打击。阿巴丹的大型炼油厂被关闭，数十万人离开了这座城市。从1980年到1988年，该俱乐部总部设在设拉子。在设拉子的比赛中，俱乐部不得不从伊朗的第三级别联赛开始踢起，但是在俱乐部的齐心协力下，他们依然重回了伊朗的顶级联赛。由于许多阿巴丹人在战争期间离开了这座城市，其中便有不少球迷。这反而使得球队在其他城市做客踢球时，依然能够赢得原本居住在阿巴丹球迷的支持与呐喊。
在战争结束后，俱乐部又回到阿巴丹。但由于战争对城市的破坏，以及足球俱乐部的管理不善，俱乐部未能取得重大荣耀。

### 伊朗职业联赛
纳夫特长期在伊朗足球甲級聯賽踢球，直到2001-02赛季他们不幸降级。次年他们重回伊朗職業足球聯賽，但在赛季结束后他们再度降级重回次级联赛。
2006年6月18日，葡萄牙教练阿卡西奥·卡西米罗（Acácio Casimiro）与俱乐部签署了一份为期1年的主教练合同，但在合同还未执行完毕时，便被易卜拉欣·加赛普尔（Ebrahim Ghasempour）所取代。球队在加赛普尔的执教下20场比赛：4胜、4平、12负，只拿到了16分，俱乐部排名倒数第一，之后艾哈迈德·图西（Ahmad Tousi）又接过了球队教鞭。图西托西接管球队后，球队在14场比赛中以5胜、4平、5负，结束赛季，并降入次级联赛。在纳夫特升上伊朗职业联赛后，他们在主教练艾哈迈德·图西（Ahmad Tousi）的执教下，却又在同一赛季降级。

#### 2005年联赛升级争议
沙尼纳夫在2004–05赛季进入了伊朗足球甲級聯賽的季后赛。在季后赛的最后一场比赛前，纳夫特以净胜球的优势排在第二位，而雷伊铁路则位列第三。在最后一天的比赛上，尽管在纳夫特战胜帕伊姆马什哈德，但是雷伊铁路以6–1的大比分击败了沙希德甘获得第二名，直接反超了纳夫特的净胜球。
纳夫特俱乐部赛后立即提出异议，指沙希德甘故意以大比分输球给雷伊铁路，但俱乐部未能提供这项指控的证据。之后又指控雷伊铁路在比赛中违规使用没有登场资格的球员，在经过几次判决之后，雷伊铁路被判违规。两个赛季后，纳夫特在2007-08赛季获得了直接晋级伊朗职业足球联赛参加比赛的资格，但俱乐部在赛季末后又再度降级。

### 重回顶级联赛
在伊朗足球甲級聯賽踢了两年球后，俱乐部在2010年再次升级到了伊朗職業足球聯賽。在第一个赛季便排名第九，第二个赛季排名第十，成绩较为稳定。这使得人们对俱乐部在2012-13赛季的表现有所期待，但结果俱乐部以第16名降回伊朗足球甲級聯賽。在2015-16赛季，球队以2-1战胜第三名的法加尔瑟帕斯，成功杀回伊朗職業足球聯賽。